# 1930 في نيوزيلندا
فيما يلي قوائم الأحداث التي وقعت خلال عام 1930 في نيوزيلندا.

## سياسة

### انتهاء فترة المنصب
- 1 يناير – جورج هنتر عضو مجلس النواب النيوزيلندي ‏.

## رياضة
- 1 يناير – كأس نيوزيلندا 1930 الفائز نادي بيتون [الإنجليزية]‏.

## مواليد

### يناير
- 1 يناير – كيفن بيرس لاعب دوري رغبي نيوزيلندي.
- 1 يناير – نيل واترس
- 1 يناير – يان غري لاعب دوري رغبي نيوزيلندي.
- 8 يناير – ديف سبينس لاعب كريكت نيوزلندي.
- 27 يناير – بوب أوديا لاعب رغبي نيوزيلندي.

### فبراير
- 17 فبراير – جوناثان بينيت فيلسوف بريطاني.

### مارس
- 3 مارس – إيرني هيلز لاعب رغبي أسترالي.
- 20 مارس – توماس وليامز كهنوت نيوزيلندي.

### أبريل
- 1 أبريل – دنيس يونغ لاعب اتحاد رغبي نيوزيلندي.
- 19 أبريل – ريج دوغلاس مُجدّف نيوزيلندي.

### مايو
- 21 مايو – كيث ديفيس لاعب رغبي نيوزيلندي.
- 24 مايو – إيفور ريتشاردسون

### يوليو
- 30 يوليو – ديفيد ويستون لاعب كريكت نيوزلندي.

### أغسطس
- 12 أغسطس – برايان مولوي
- 18 أغسطس – دينيس ماكلين

### سبتمبر
- 19 سبتمبر – روبن ارتشر لاعب اتحاد رغبي نيوزيلندي.
- 22 سبتمبر – جون هيل لاعب كريكت نيوزلندي.

### نوفمبر
- 11 نوفمبر – يان هاميلتون بروس
- 20 نوفمبر – جيمس هيل مُجدّف نيوزيلندي.
- 30 نوفمبر – ليونارد بويل كهنوت نيوزيلندي.

### ديسمبر
- 16 ديسمبر – ليزلي كلارك لاعب كريكت نيوزلندي.
- 31 ديسمبر – رون جونستون متسابق دراجات نارية نيوزيلندي.

## وفيات

### يناير
- 24 يناير – صوفيا تايلور (مواليد 1847)

### أغسطس
- 20 أغسطس – جورج هنتر (مواليد 1859) سياسي نيوزيلندي.

### أكتوبر
- 21 أكتوبر – فرانك مكنيل (مواليد 1877) لاعب كريكت نيوزلندي.

### نوفمبر
- 3 نوفمبر – إلين إليزابيث فيرنر (مواليد 1869) مصورة نيوزيلندية.